# Edward Pochroń
Edward Pochroń (ur. 1932 w Zabawie, zm. 1 listopada 2018 w Opolu) — polski dziennikarz, redaktor naczelny czasopism wydawanych w Opolu i województwie opolskim.

## Życiorys
Ukończył studia polonistyczne na Uniwersytecie Jagiellońskim w Krakowie. Następnie był kierownikiem Domu Związków Twórczych w Opolu. Od 1956 roku pracował jako dziennikarz w redakcji „Trybuny Opolskiej”. Był współzałożycielem i pierwszym redaktorem naczelnym ukazującego się od 1970 roku miesięcznika „Opole”, później zastępcą redaktora naczelnego i do 1989 roku redaktorem naczelnym „Trybuny Opolskiej” oraz współzałożycielem i redaktorem naczelnym czasopism: „Gazeta Opolska”, „Panorama Opolska”, „Echo Gmin Opolskich” (Brzeg), „Echo Gmin” (Kędzierzyn-Koźle), „Echo Gminy Murów”, „Echo Gminy Prószków”, „Strzelec Opolski” (Strzelce Opolskie).